# Wabla (obwód kurski)
Wabla (ros. Вабля) – wieś (ros. село, trb. sieło) w zachodniej Rosji, centrum administracyjne sielsowietu wablinskiego w rejonie konyszowskim (obwód kurski).

## Geografia
Miejscowość położona jest nad Wablą (dopływ rzeki Prutiszcze w dorzeczu Sejmu), 16 km na północny zachód od centrum administracyjnego rejonu (Konyszowka), 56,5 km na północny zachód od Kurska.
We wsi Wabla znajduje się 113 posesji.
Klimat
Miejscowość, jak i cały rejon, znajduje się w strefie klimatu kontynentalnego z łagodnym ciepłym latem i równomiernie rozłożonymi opadami rocznymi (Dfb w klasyfikacji klimatów Köppena).

## Demografia
W 2010 r. miejscowość zamieszkiwało 157 osób.